# محمد شعيب (نيجيري)
محمد شعيب (بالإنجليزية: Mohammed Shuaib)‏ هو لاعب كرة قدم نيجيري في مركز الوسط، ولد في 17 نوفمبر 1984 في مينا ‏ في نيجيريا. لعب مع شوتينغ ستارز وكوارا يونايتد ونيجر تورنادو.